# Ulrich Emmert
Ulrich Emmert (* 13. Mai 1923 in Schnodsenbach bei Scheinfeld, Mainfranken; † 19. Juli 2000) war ein deutscher Geologe.

## Leben
Emmert, der Sohn eines Pfarrers, wurde nach dem Abitur in Ansbach 1942 Soldat und geriet 1944 in sowjetische Kriegsgefangenschaft, in der er bis Ende 1945 blieb. Ab 1947 studierte er bei Adolf Wurm Geologie in Würzburg mit dem Diplom als Geologe 1952 (Diplomarbeit mit der geologischen Karte 1:25.000 Stadtsteinach mit Trias-Untergrund). Danach machte er ein Praktikum als Erdölgeologe in Bentheim im Emsland bei der Brigitta Elwerath, während er gleichzeitig an seiner Doktorarbeit schrieb. 1955 wurde er in Würzburg promoviert über das Paläozoikum der Kartenblätter Rehau und Schwarzenbach an der Saale. 1955 war er Erdölgeologe bei der Preussag in Peine und ab 1956 beim Bayerischen Geologischen Landesamt, wo er Oberregierungsrat wurde. 1988 wurde er pensioniert.
Emmert befasste sich vor allem mit der Trias im Vorland von Frankenwald und Fichtelgebirge und dem Keuper des Steigerwalds (er veröffentlichte u. a. eine geologische Übersichtskarte 1:100.000 des Steigerwalds). Er veröffentlichte neue Thesen über die Entstehung des Schilfsandsteins aus dem Keuper und über die Herkunft des Wortes Keuper aus dem ostfränkischen Dialekt.

## Kartographische Veröffentlichungen
- Geologische Karte von Bayern, 1:25000 Blatt Nr. 6228 Wiesentheid, Bayerisches Geologisches Landesamt, München 1964
- Geologische Karte von Bayern, 1:25000 Blatt Nr. 6328 Scheinfeld, Bayerisches Geologisches Landesamt, München 1968
- Geologische Karte von Bayern, 1:25000 Blatt Nr. 6428 Bad Windsheim, Bayerisches Geologisches Landesamt, München 1969
- Geologische Karte von Bayern, 1:25000 Blatt Nr. 6429 Neustadt a.d. Aisch, Bayerisches Geologisches Landesamt, München 1974
- Geologische Karte von Bayern, 1:25000 Blatt Nr. 6128 Ebrach, Bayerisches Geologisches Landesamt, München 1985
- Naturpark Steigerwald, Geolog. Karte 1:100.000, Bayerisches Geologisches Landesamt, München 1991

## Schriften
- Stratigraphische und tektonische Untersuchungen nordöstlich der Münchberger Gneismasse, Geologica Bavarica, Nr. 27, 1956, 143–174
- Erläuterung Muschelkalk, Keuper, Perm in Geologische Karte von Bayern 1:500.000, 1964 (2. und 3. Auflage)
- Erläuterungen zur Geologischen Karte von Bayern, 1:25000 Blatt Nr. 6228 Wiesentheid, 132 S., 26 Abb., 1 Beilage, Bayerisches Geologisches Landesamt, München 1965
- Erläuterungen zur Geologischen Karte von Bayern, 1:25000 Blatt Nr. 6328 Scheinfeld, 124 S., 20 Abb., 5 Tabellen, Bayerisches Geologisches Landesamt, München 1968
- Erläuterungen zur Geologischen Karte von Bayern, 1:25000 Blatt Nr. 6428 Bad Windsheim, 172 S., 32 Abb., 6 Tabellen, 1 Beilage, Bayerisches Geologisches Landesamt, München 1969
- Erläuterungen zur Geologischen Karte von Bayern, 1:25000 Blatt Nr. 6429 Neustadt a.d. Aisch, 139 S., 16 Abb., 8 Tabellen, 1 Beilage, Bayerisches Geologisches Landesamt, München 1974
- Erläuterungen zur Geologischen Karte von Bayern, 1:25000 Blatt Nr. 6128 Ebrach, 120 S., 29 Abb., 9 Tabellen, 3 Beilagen, Bayerisches Geologisches Landesamt, München 1985
- Die volkstümlichen Bezeichnungen: Kipper bzw. Keuper, Letten, Steinmergel und Stubensand, im fränkischen Keuperland, Jahresberichte und Mitteilungen des Oberrheinischen Geologischen Vereins Band 76 (1994), 245 – 252
- Hat Leopold von Buch den Formationsbegriff "Keuper" wirklich definiert ?, Geologische Blätter für Nordost-Bayern und angrenzende Gebiete. Jg. 44, 1994, S. 261–265
- Das fränkische Wort "Keuper", Jahresberichte und Mitteilungen des Oberrheinischen Geologischen Vereins Band 67 (1985), 173 – 175
- Das Verhältnis des Schilfsandsteins zu den unterlagernden Estherienschichten im südl. Steigerwald, Jahresberichte und Mitteilungen des Oberrheinischen Geologischen Vereins Band 50, 1968, 91–100
- mit Hans Risch: Die Forschungsbohrungen Abenberg 1001 und Kirmsees im nordbayerischen Deckgebirge, Bayr. Geolog. Landesamt 1993